# Francisco de Montejo el mozo
Francisco de Montejo, el mozo (Sevilla, diciembre de 1508 - Guatemala, 8 de febrero de 1565) fue un conquistador español. Fundador en 1540 de la ciudad de San Francisco de Campeche, capital del Estado de Campeche y en 1542 de la ciudad de Mérida, capital del Estado de Yucatán, México. Hijo de Francisco de Montejo, el adelantado. Hacia junio de 1527 zarpó junto con su padre y su primo, Francisco de Montejo, el sobrino desde Sanlúcar de Barrameda hacia Cozumel iniciando la primera campaña militar de la conquista de Yucatán.

## Biografía
Nació en Sevilla en 1508, su madre era Ana de León, hija de un bachiller sevillano, que había sido seducida por el conquistador Francisco de Montejo y abandonada cuando este se embarcó hacia América en 1514.
En el año de 1528 llegó a Santa María de la Victoria en compañía de su padre Francisco de Montejo con la misión de pacificar la provincia de Tabasco, quedando, en 1530, al frente de las campañas pacificadoras cuando su padre sale hacia la conquista de Yucatán. En 1533 es mandado por su padre para fundar la que se habría denominado Ciudad Real en el asiento de la vieja ciudad maya de Chichén Itzá pero después de sufrir un intento de asesinato por parte de Nacón Cupul, un jefe militar maya, y de iniciarse a continuación un levantamiento importante de varios cacicazgos (kuchkabal), en la península de Yucatán tuvo que desistir del proyecto. 
Después, de regreso en Tabasco, cuando ya había pacificado prácticamente toda la región del río Grijalva, la Primera Audiencia destituye a su padre el adelantado, mientras este se encontraba en Honduras, y nombra a Baltazar Osorio como alcalde mayor de Tabasco, por lo que «el Mozo», se ve forzado a abandonar Santa María de la Victoria, fundando en la desembocadura del río San Pedro la villa de Salamanca de Xicalango, donde espera las instrucciones de su padre.
Debido a la insurrección de los indígenas contra las autoridades españolas en Tabasco, en el año de 1535 la Segunda Audiencia restituye a en su cargo a Francisco de Montejo, quien envía a su hijo Francisco de Montejo «el Mozo» para  reiniciar nuevamente la pacificación de la provincia, lográndolo parcialmente en 1537.

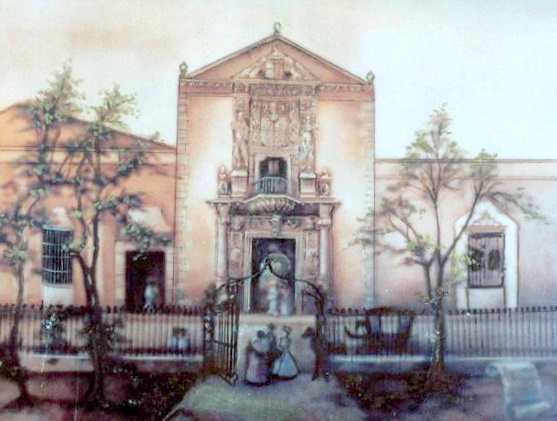
Casa que fue de los Montejo hacia 1548: Francisco de Montejo, el adelantado; Francisco de Montejo y León, «el Mozo», y Francisco de Montejo, el sobrino, ubicada en la Plaza Grande de Mérida, Yucatán. Litografía del.

En 1539, se le otorga el título de Capitán General y Gobernador de Tabasco, en 1540 «el Adelantado» llegó a Ciudad Real de Chiapas (San Cristóbal de Las Casas), y desde ahí giró instrucciones a Francisco Gil para quedar a cargo de la posición de Champotón y de esta manera «el Mozo» y «el Sobrino» comenzarían la avanzada hacia el norte para intentar nuevamente lograr la conquista y pacificación de la península de Yucatán.  
Francisco de Montejo y León «el Mozo» estableció una nueva guarnición, como lo hiciera diez años antes su padre, fundando el 4 de octubre de 1540 la villa de San Francisco de Campeche en honor de su padre sobre la antigua ciudad maya de Can Pech. Esta incluía Chakán Putum, Can Pech y Ah Canul. El puerto sería una posición de gran importancia logística para continuar la conquista de la península.
Habiendo sido designado gobernador de Tabasco, se casó con doña Andrea del Castillo, doncella de la Ciudad de México, con quien tuvo dos hijas, Beatriz quién se casó con un tío, primo hermano de su padre, y a Francisca quién se casó con Carlos de Arellano.
En el año de 1542 continuando con el mandato de su padre, logró la rendición del occidente de la península de Yucatán y fundó sobre la antigua Ichkansihóo (T'Hó), ciudad maya por entonces virtualmente abandonada, la ciudad de Mérida, Yucatán. 
Se tiene constancia de que en 1558, bajo el gobierno de Alonso Ortiz de Argueta, el Mozo era alcalde ordinario de la  ciudad de Mérida y como tal participó durante las ceremonias de juramento de lealtad hacia Felipe II que se celebraron en la provincia de Yucatán. Tiempo después cambió su residencia a Guatemala, donde murió el 8 de febrero de 1565, tras una larga enfermedad.